# Laurenzberg

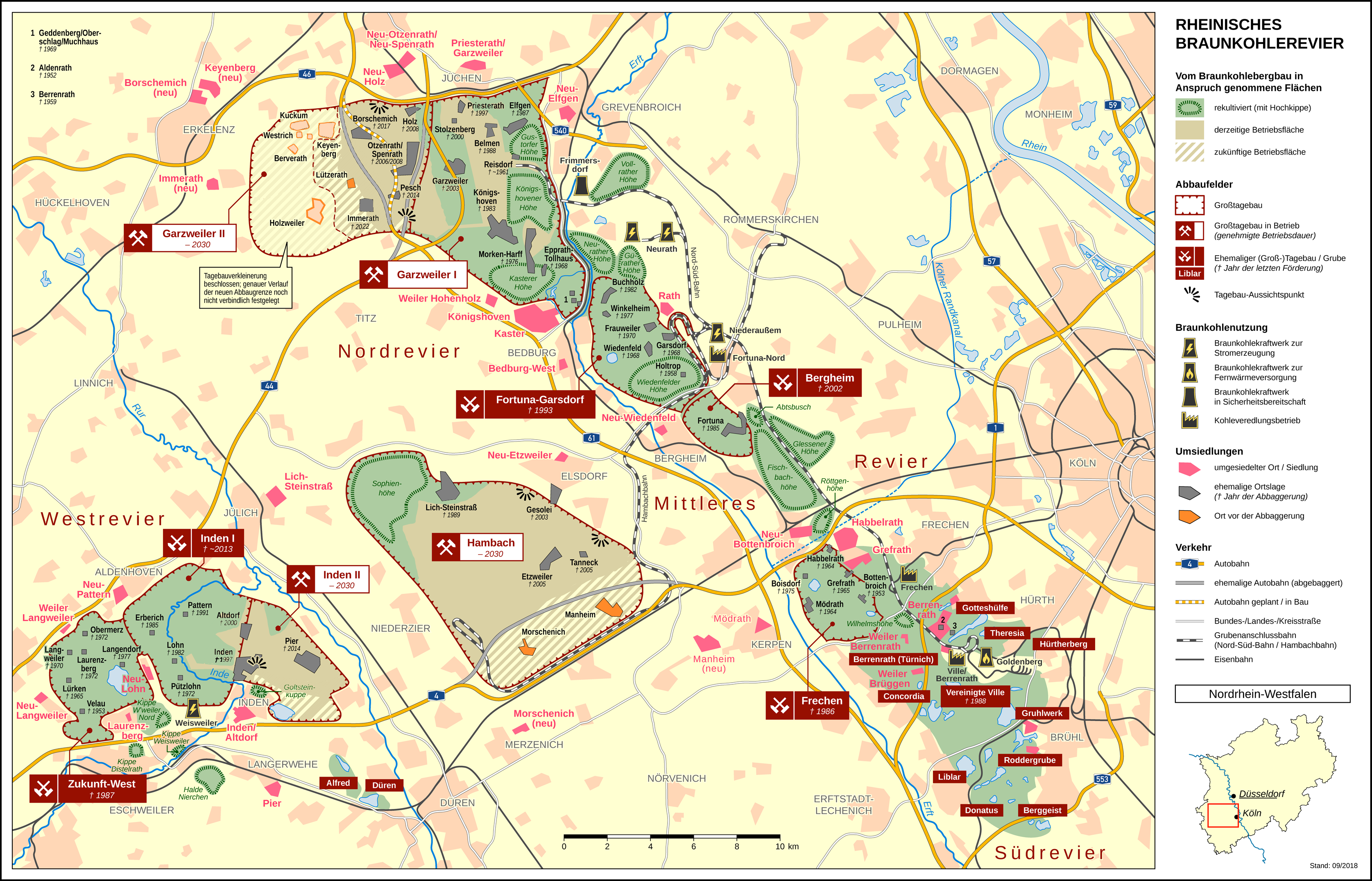
Lage des ehemaligen Ortes Laurenzberg im Rheinischen Braunkohlerevier

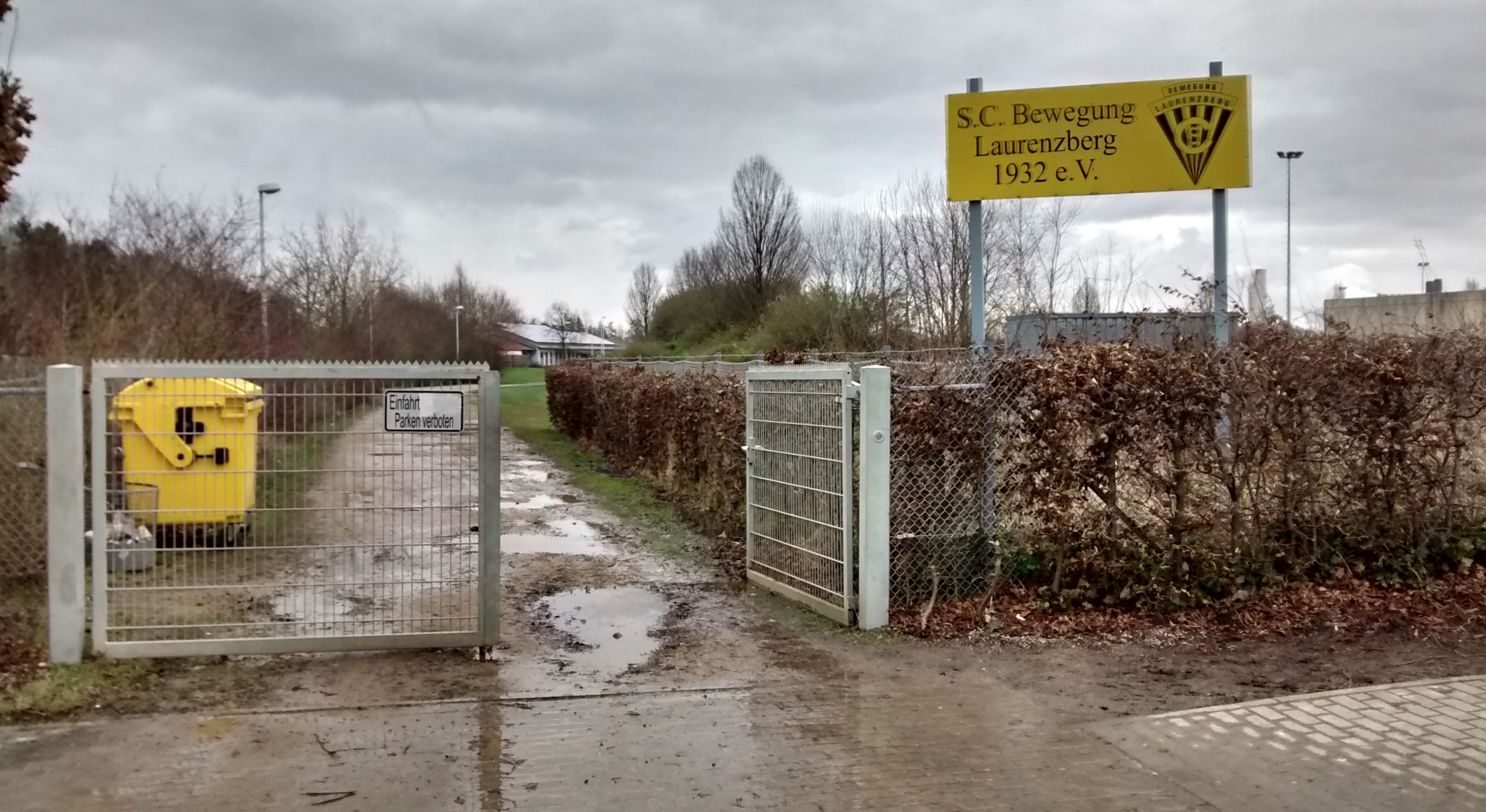
Sportverein Bewegung Laurenzberg in Dürwiß

Laurenzberg war ein Ortsteil Eschweilers, der dem Braunkohle-Tagebau zum Opfer gefallen ist. Er hatte eine alte Burg und eine bäuerliche Struktur. Der Ort Laurenzberg existiert nur noch im Sport, denn der nun in Dürwiß beheimatete Verein „SC Bewegung Laurenzberg 1932 e. V.“ besteht weiterhin.
Der Ort lag seit 1816 im Kreis Jülich und gehörte zum Amt Dürwiß, welches am 1. Januar 1972 an die Stadt Eschweiler kam. Zum Zeitpunkt der Eingemeindung hatte der Ort nur noch vier Einwohner. Postleitzahl bis zur Eingemeindung war 5181 Laurenzberg (über Eschweiler).
Auf einem Hochplateau über der Merzbachniederung erhob sich der Kirchturm der Laurenzberger Kirche St. Laurentius. Zum katholischen Pfarrbezirk Laurenzberg gehörten Langweiler, Laurenzberg, Lürken und Obermerz. Die Kirche war eine dreischiffige gotische Hallenkirche mit einem Westturm, der 1890 neu errichtet wurde. Eine Kapelle in Berga Laurencii wurde bereits um 1400 erwähnt. Die Ausgrabungen in der Pfarrkirche vor der Abbaggerung des Dorfes haben aber nachgewiesen, dass an dieser Stelle bereits um 800 eine hölzerne Kapelle gestanden hat. Durch die Grabungen wurde eine fast lückenlose Baugeschichte der alten Laurenzberger Pfarrkirche nachgewiesen. Mehrere Jahrhunderte lang war die Laurenzberger Burg im Besitz der Herren von Palant. Laurenzberg gehörte viele Jahrhunderte zur evangelischen Kirchengemeinde Lürken.
Nicht zu verwechseln ist Laurenzberg mit „z“ mit dem Aachener Stadtteil Laurensberg mit „s“. Jedoch wurde der Ortsname auf einer französischen Landkarte von 1802 und auf einer preußischen Landkarte von 1846 zeitweise „Laurensberg“ geschrieben.

## Wappen
Das Wappen zeigt einen Rost oder Grill, das Symbol des Pfarrpatrons St. Laurentius.